# Gardman
Gardman (in armeno Գարդման?) era un'antica regione della provincia di Utik situata nel Regno di Armenia e Albania Caucasica.  Venne governata dalla famiglia locale di Mihranid di origine persiana, che più tardi divenne la dinastia regnante dell'Albania Caucasica. La regione di Gardman fu conquistata dagli arabi nell'855. I Mihranidi governarono la regione ancor prima del 390 fino almeno all'anno 855.